# Schloss Diebzig

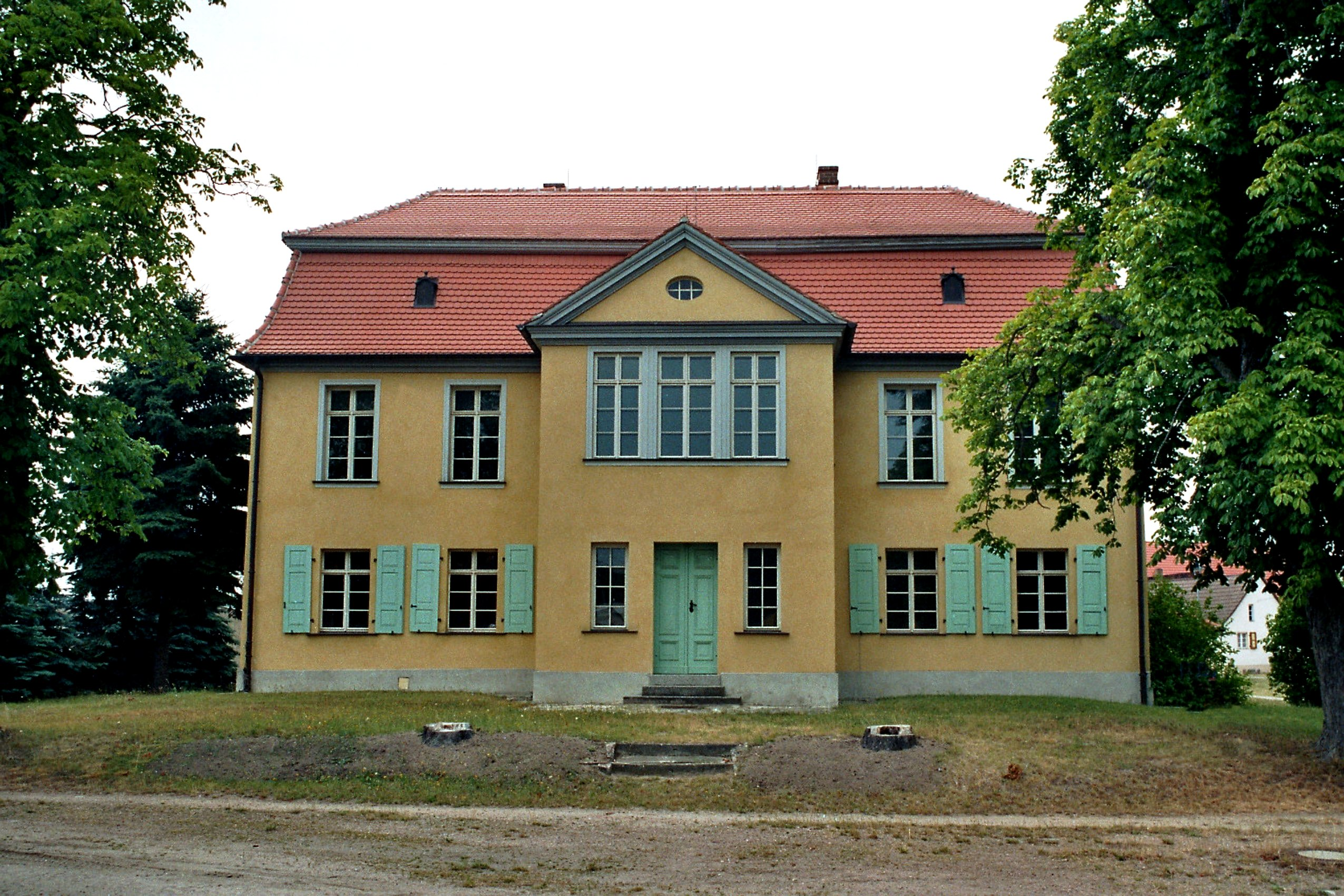
Jagdschloss in Diebzig

Das Schloss Diebzig (auch Jagdschloss Diebzig) ist ein denkmalgeschütztes Bauwerk im Ortsteil Diebzig der Gemeinde Osternienburger Land im Landkreis Anhalt-Bitterfeld in Sachsen-Anhalt. Im örtlichen Denkmalverzeichnis ist das Schloss unter der Erfassungsnummer 094 09896 als Baudenkmal verzeichnet. Es hat die Adresse Schloßgasse 60.

## Geschichte
Bis 1468 bestand an der Stelle des Schlosses ein Vorwerk, welches sich im Besitz derer von Anhalt-Bernburg befand. Der Verfall des Vorwerks begann ab 1603. Um 1700 existierte wieder ein fürstliches Haus an dieser Stelle. Das heutige Schloss wurde 1792 im Auftrag des Fürsten Ludwig von Anhalt errichtet. Es wurde von seiner Familie und ihren Freunden als Jagdschloss genutzt. Die beiden eingeschossigen Wirtschaftsflügel, die einen Ehrenhof flankierten, wurden zusammen mit der Schlossküche und dem Gesindezimmer Anfang des 20. Jahrhunderts abgerissen. Ab 1918 diente das Gebäude als Revierförsterei und als Wohnsitz des Försters. Wertvolle Einrichtungsgegenstände ließ Herzog Joachim von Askanien im Jahr 1919 vom Schloss Diebzig in das Schloss in Zerbst bringen. Diese Einrichtungsgegenstände wurden bei der Zerstörung des Schlosses Zerbst während des Zweiten Weltkriegs ebenfalls vernichtet. Nach Kriegsende des Zweiten Weltkriegs diente das Schloss als Unterbringung für Umsiedlerfamilien. Ab 1992 wurde mit der schrittweisen Sanierung des Gebäudes begonnen. Geplant war eine Nutzung für kulturelle Zwecke, wie die Unterbringung eines Heimatmuseums, Ausstellungsort für Kunstausstellungen und für Konzerte, dies zerschlug sich ab 2014 aber. Seitdem steht das Schloss leer.

## Beschreibung
Bei dem Schloss handelt es sich um einen zweigeschossigen Putzbau im Stil des Spätbarocks mit Mansardwalmdach. Zu den Verzierungen in der Eingangshalle gehören Korbbögen und Pfeiler.

## Forstmeister
- Gustav Adolf von Nordenflycht (1846–1921), deutscher Forstmeister, Autor und Herausgeber von Veröffentlichungen zur Jagd